# Spermophora dumoga
Spermophora dumoga är en spindelart som beskrevs av Huber 2005. Spermophora dumoga ingår i släktet Spermophora och familjen dallerspindlar.
Artens utbredningsområde är Sulawesi. Inga underarter finns listade i Catalogue of Life.